# Godów
Godów è un comune rurale polacco del distretto di Wodzisław Śląski, nel voivodato della Slesia.
Ricopre una superficie di 37,97 km² e nel 2004 contava 12 395 abitanti.